# Supercontinent

La dérive des continents, à partir de la Pangée.

Un supercontinent est, en géologie, une masse continentale continue comprenant plus d’un craton. C’est le cas typiquement de l’Eurasie actuelle ou même de l’Afro-Eurasie.
Toutefois, les paléogéographes donnent à ce terme de supercontinent un sens plus restrictif, pour désigner une masse continentale regroupant tous les continents actuels.

## Histoire
Le plus ancien supercontinent connu, la Rodinia, se serait fragmenté il y a environ 750 millions d’années, durant le Cryogénien entrainant une glaciation presque totale de la terre. Cette théorie développée par le géologue Paul F. Hoffman est connue sous le nom de « Terre boule de neige » (phénomène qu'il serait plus juste d'appeler « Terre boule de glace »). 145 millions d'années plus tard, durant L'Ordovicien, les continents de l’hémisphère sud sont groupés en un supercontinent : Gondwana ou Protogondwana,(On distingue le Gondwana du Paléozoïque appelé aussi Protogondwana et celui du Mésozoïque, entre les deux, le Gondwana a fait partie du supercontinent Pangée).
Au début de l’Ordovicien, le Protogondwana est situé aux latitudes équatoriales et se déplace vers le pôle Sud. De petits terranes, qui se séparent du Gondwana y seront réaccrétés durant l’Ordovicien moyen. Pendant le Silurien, le Protogondwana reste dans les latitudes hautes de l'hémisphère sud mais la calotte glaciaire est moins étendue que pendant l'Ordovicien. Durant le Dévonien les autres continents se rapprochent pour commencer la formation d'un second supercontinent : la Laurussia, ce qui ferme l'océan Iapetus qui séparait les divers continents de l'hémisphère nord avant leur accrétion. Ces deux supercontinents commencèrent à former la Pangée durant le Carbonifère. Pangée, qui se divisa ensuite en deux autres supercontinents, la Laurasie au Nord et le Gondwana au Sud.
Le Gondwana se morcellera à son tour durant le Jurassique supérieur, il y a 160 millions d'années, lorsqu'un rift sépare l'Afrique de l'Inde. Il y a 125 millions d'années, l'Inde se détache entièrement, puis la Nouvelle-Zélande (80 millions d'années). Au début du Cénozoïque, le bloc Australien et la Nouvelle-Guinée se séparent graduellement en se dirigeant vers le nord tout en pivotant sur lui-même et ainsi reste connecté au Gondwana.
Il y a 45 millions d'années, l'Inde entre en collision avec l'Asie, forçant la croûte terrestre à se plisser et formant ainsi l'Himalaya. Dans le même temps, la partie sud de l'Australie (l'actuelle Tasmanie) se sépare de l'Antarctique permettant la création de courants océaniques entre eux, ce qui produit un climat plus froid et plus sec.
Il y a 15 millions d'années, la Nouvelle-Guinée entre en collision avec le sud de l'Asie et plus récemment l'Amérique du Sud s'est liée à l'Amérique du Nord.
Il semblerait que les supercontinents se forment par cycles, se rassemblant et se fragmentant par le jeu de la tectonique des plaques tous les 400 à 500 millions d’années : c'est le cycle de Wilson. Récemment, les professeurs Rogers et Santosh ont émis l’hypothèse de l’existence de la Columbia, un supercontinent encore antérieur qui se serait formé et divisé entre 1,8 et 1,5 milliard d’années.
Les géologues ont identifié dans les supercontinents un nombre important de masses continentales qui sont les nôtres aujourd'hui, mais ce ne sont là que des repères car le découpage actuel de nos masses continentales n'existe que depuis la dislocation de la Pangée et l'ouverture de l'Atlantique il y a 200 Ma.
Actuellement, on peut définir comme supercontinents l’Eurasie, l’Afrique–Eurasie (encore appelée Eurafrasie) et les Amériques.

## Géologie
Les supercontinents bloquent le flux de chaleur provenant de l’intérieur de la Terre, ce qui provoque l’échauffement de l’asthénosphère et parfois l’apparition de phénomènes sismiques au sein de la lithosphère : des volcans se forment alors, le magma remonte et différents fragments du supercontinent s’écartent, ce qui conduit à sa dislocation. Le processus conduisant à la reformation des supercontinents est sujet à débat ; il est possible que les fragments dérivent autour du globe avant de se rejoindre ou qu’ils se rapprochent après s’être écartés pendant un temps.
Dans d’autres champs d’études (en histoire et géographie, par exemple), des masses continentales reliées par des isthmes peuvent être considérées comme des supercontinents, comme les Amériques et l’Afro-Eurasie, mais sans base géologique.

## Liste de supercontinents
Voici une liste de supercontinents supposés regrouper la quasi-totalité des terres émergées à leur époque, par ordre chronologique inverse :
- Pangée prochaine ou Amasie (250 à 300 millions d’années dans le futur).
- Pangée (300 à 180 millions d’années).
- Pannotia (600 à 540 millions d’années).
- Rodinia (1,1 milliard à 750 millions d’années).
- Columbia (1,8 à 1,5 milliard d’années).
- Kenorland (2,45 à 2,10 milliards d’années).
- Ur (3 milliards d’années, mais probablement pas un supercontinent, plus petit que l’Australie actuelle, mais probablement le seul continent de son époque).
- Vaalbara, (~3,6 ou 3,3 milliards d’années) comprenant le craton du Kaapvaal et de Pilbara.

Quelques autres supercontinents, mais qui ne regroupèrent pas la quasi-totalité des terres émergées de leurs époques respectives :
- Eurasie ou même Afro-Eurasie (supercontinent actuel).
- Euramérique
- Gondwana
- Laurasie
- Nena

## Liste de continents
Voici une liste de continents ou supercontinents et leur ère vraisemblable d'appartenance :

### Continents hypothétiques futurs
- Pangée prochaine ou Amasie (~250 – ~300 millions d'années dans le futur).
- Euraustralantarctique (~130 millions d'années dans le futur).
- Euraustralaufrasie (~60 millions d'années dans le futur).

### Continents de l'actuelPhanérozoïque

#### Continents de l'actuelCénozoïque
- Afro-Eurasie (~5 millions d'années ; supercontinent actuel).
- Amériques (~15 millions d'années ; supercontinent actuel), issus de la collision de l'Amérique du Nord avec l'Amérique du Sud.
- Eurasie (~60 millions d'années ; supercontinent actuel), ayant notamment intégré l'Asiamérique lors de l’Éocène.

Les continents suivants, passés, sont désignés sous le vocable de paléocontinents.

#### Continents duMésozoïque
- Gondwana (~600 – ~30 millions d'années), qui a éclaté au Cénozoïque en les actuelles Amérique du Sud, Afrique, Inde, Australie et Antarctique.
- Asiamérique
- Baltica (~300 - ~30 millions d'années).

#### Continents duPaléozoïque
- Laurasie (~300 – ~60 millions d'années).
- Supercontinent Pangée (~300 – ~180 millions d'années), formé au carbonifère de la collision des deux suivants :
- Protogondwana, issu lui-même de la fragmentation de Rodinia.
- Euramérique aussi appelée Laurussia (~430 – ~300 millions d'années).

### Continents duProtérozoïque

#### Lors du Néoprotérozoïque
- Supercontinent Pannotie (~600 – ~540 Ma).
- Avalonia (~630 – ~540 Ma), cependant parfois considéré comme séparé plus tardivement de Gondwana, il y a environ 490 millions d'années.

#### Lors du Mésoprotérozoïque
- Supercontinent Rodinia (~1,1 Ga – ~750 Ma).

#### Lors du Paléoprotérozoïque
- Hudsonie, aussi appelée Nuna, (~1,8 – ~1,5 Ga).
- Supercontinent Columbia (1,8 à 1,5 Ga).
- Paléocontinent Laurentia (~1,9 Ga).
- Paléocontinent Atlantica (~2 Ga), constitué à partir de deux cratons situés dans ce qui est aujourd'hui l'Afrique de l'Ouest et l'est de l'Amérique du Sud.

### Continents de l'Archéen
- Supercontinent Kenorland (~2,7 Ga).
- Ur (~3 Ga).
- Komatii (3,475 Ga).
- Supercontinent Vaalbara (~3,6 Ga).
- Supercontinent Yilgarn (~3,8 Ga).